# فن الطعام
فن الطعام هو نوع من الفن يصور الطعام أو الشراب أو الأشياء الصالحة للأكل بوصفها وسيطًا أو موضوع عمل فني؛ لإنشاء عرض مرئي جذاب أو تقديم نقد اجتماعي. يمكن تقديمها في شكل ثنائي الأبعاد أو ثلاثي الأبعاد، مثل الرسم أو النحت. ويمكن لفن الطعام أيضًا أن يدمج الطعام بوصفه وسيطًا.
جرب فنانو الطعام المعاصرين استخدام أساليب وتقنيات مختلفة، مثل التصوير الفوتوغرافي، لتغيير الغرض منه، واستخدامه مصدرًا لرواية القصص، والفكاهة، وتسليط الضوء على قضايا العالم الحالية، مثل العنصرية، والنشاط السياسي. تستخدم بعض الأعمال الفنية الغذائية موادًا، مثل الحجر، لتكرار الطعام.

## مميزات

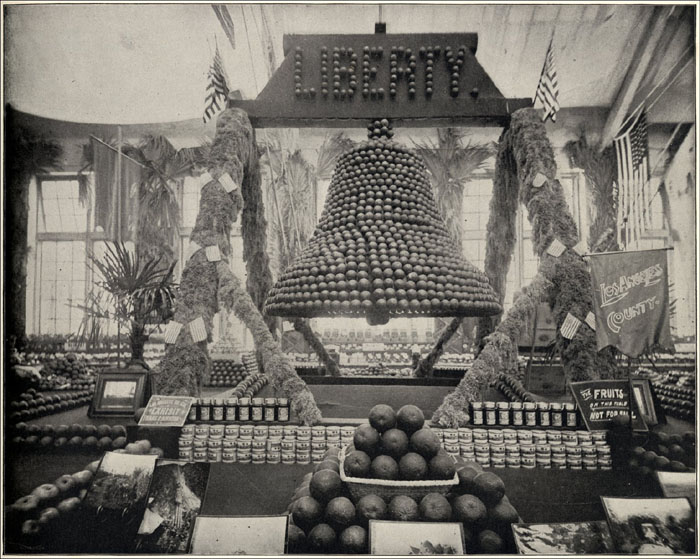
ثمرة الحرية الناضجة. جرس الحرية مصنوع من الفاكهة. داخل مبنى زراعي. من المعرض الكولومبي: مجموعة من صور المعرض العالمي لشركة Werner Company. 1893.

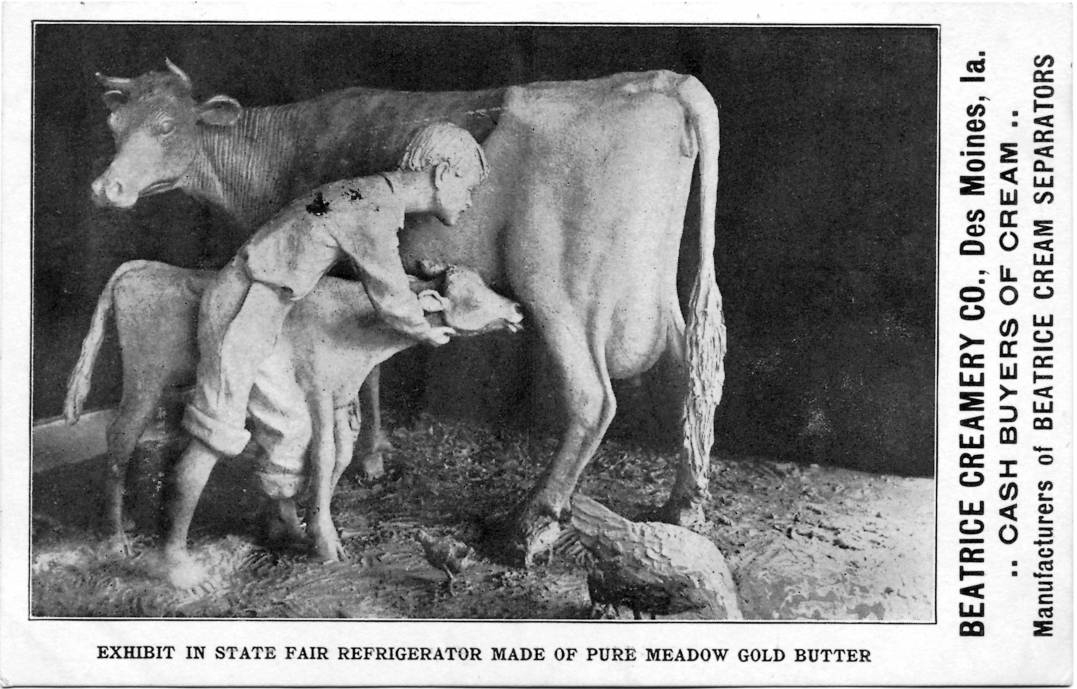
بطاقة بريدية لمنحوتة زبدة لجون كيه دانيلز لصبي وبقرة وعجل ، معرض ولاية آيوا ، 1904. برعاية شركة Beatrice Creamery Co

تمتلك أعمال فن الطعام خصائصها الخاصة، التي يجري تمييزها عن الطريقة التقليدية في استخدام الطعام. لديهم ميزاتهم الخاصة من ناحية كيفية ظهورهم للمشاهد، والتجربة التي يقدمونها للجمهور، ومعناها.
يمكن تحويل المواد الغذائية إلى أشياء بصرية يمكن عدها أعمالًا فنية، إذ لا يُقصد بالضرورة تناولها. كان النحت المصنوع من الزبدة والسكر والذرة والمنتجات الزراعية الأخرى سمة شائعة في المعارض في أواخر القرن التاسع عشر وأوائل القرن العشرين.
بينما شهد النصف الأخير من القرن العشرين، والقرن الحادي والعشرين، زيادة في استخدام التصوير الفوتوغرافي الرقمي وسيلةً جديدة للوصول إلى جماهيرهم من طريق الفن الحديث. عادةً ما يستخدم التصوير الفوتوغرافي للأطعمة في البيئة التجارية، إذ يلتقط تمثيل الحياة الساكنة للأغذية المستخدمة في الإعلانات والتعبئة والمجلات والقوائم. سمحت منصات الوسائط الاجتماعية مثل الإنستغرام وتيك توك للفنانين والمستخدمين الهواة بمشاركة إبداعاتهم بسهولة عبر الإنترنت وبدء اتجاهات مثل #فودبورن و#انستافود نتيجة لذلك.

### أداء
يجري تصوير إبداعات فن الطعام التقليدي في شكل حياة ثابتة ثنائية الأبعاد، ول
كن بعض فناني الطعام المعاصرين جربوا استخدام الأداء شكلًا من أشكال التعبير لتحويل فهمنا للقضايا المزعجة.
رَد هونك يي (المعروف أيضًا باسم "Red")، فنان ومهندس ماليزي، أعاد إنشاء بورتريه بحجم اللوحة بالكامل من الطعام. حتى الآن، ابتكر Red أعمالًا تصور وجه أَي وَيوَي من بذور عباد الشمس، وجاي تشو من بقع القهوة وأيقونات صينية معاصرة أخرى. من أشياء مختلفة. إضافةً إلى الفكاهة، تتحدى الأعمال الفنية القضايا العالمية والسياسية الحالية مع مشروعها الأخير، الذي يتضمن سلسلة من صور الأفراد الآسيويين من المواد الغذائية، مثل رشاشات الكيك وأوراق الماتشا بعنوان «أنا لست فيروسًا».  حاولت هذه السلسلة معالجة العنصرية والعنف المناهضين لآسيا في جميع أنحاء العالم، لا سيما في أعقاب جائحة فيروس كورونا.

### مشاركة العارض
يمكن لفن الطعام سؤال الزائر ومفاجأته وإشراكه من طريق إعطاء الأولوية للتفاعلات الاجتماعية والمشاركة في الحدث لتشكيل مناقشة حول الموضوع. في عام 1962، قامت أليسون نولز، مؤسسة Fluxus، الفنانة المرئية والأدائية بعرض أعمالها الفنية، اصنع سلطة (يشار إليها أيضًا باسم اقتراح # ١: اصنع سلطة) ، في معهد الفنون المعاصرة في لندن. أعيد إنشاؤه منذ ذلك الحين في أماكن مختلفة، مثل Tate Modern في عام 2008، وHigh Line في عام 2012، ومركز Walker للفنون، ومؤخرًا Art Basel في عام 2016 صنع سلطة بمشاركة نولز والمشاركين يقومون بإعداد ورمي كميات كبيرة من الخضار في الملابس، ثم تقديمها إلى المتفرجين. في وقت عرضه الأصلي، صاغ إمبريساريو، جون كيج، العمل ليكون «موسيقى جديدة».
إضافةً إلى ذلك، في عام 1992، أقام الفنان التايلاندي Rirkrit Tiravanija حدثًا في معرض 303 في نيويورك بهدف «التقريب بين الناس». في أثناء وجوده هناك، كان عمل Tiravanija المسمى Untitled (مجاني) يتألف من تقديم أطباق مجانية من أطباق الكاري التايلاندية والأرز لرواد المعرض؛ لتشجيع البيئة الاجتماعية، حيث اجتمع المشاركون للمشاركة في النشاط.

### المعنى
معنى الطعام -بالمعنى التقليدي- هو استخدامه وظيفيًا لتوفير الغذاء من خلال تناوله. الأعمال الفنية التي تستخدم الطعام وسيطًا يمكن أن تكون تمثيلية وتعبر عن المشاعر مجازيًا، وفقًا للناقدة الفنية كارولين كورسمير، يمكن أن توفر منظورًا لما يرمز إليه. ومع ذلك، يمكن أيضًا أن يكون غير واضح عمومًا بسبب شكله العابر. سيعتمد تفسيرهم على التوقيت الذي يستكشف فيه الزائر العمل الفني.

## الفنانون الذين يصورون الطعام أو يستخدمونه

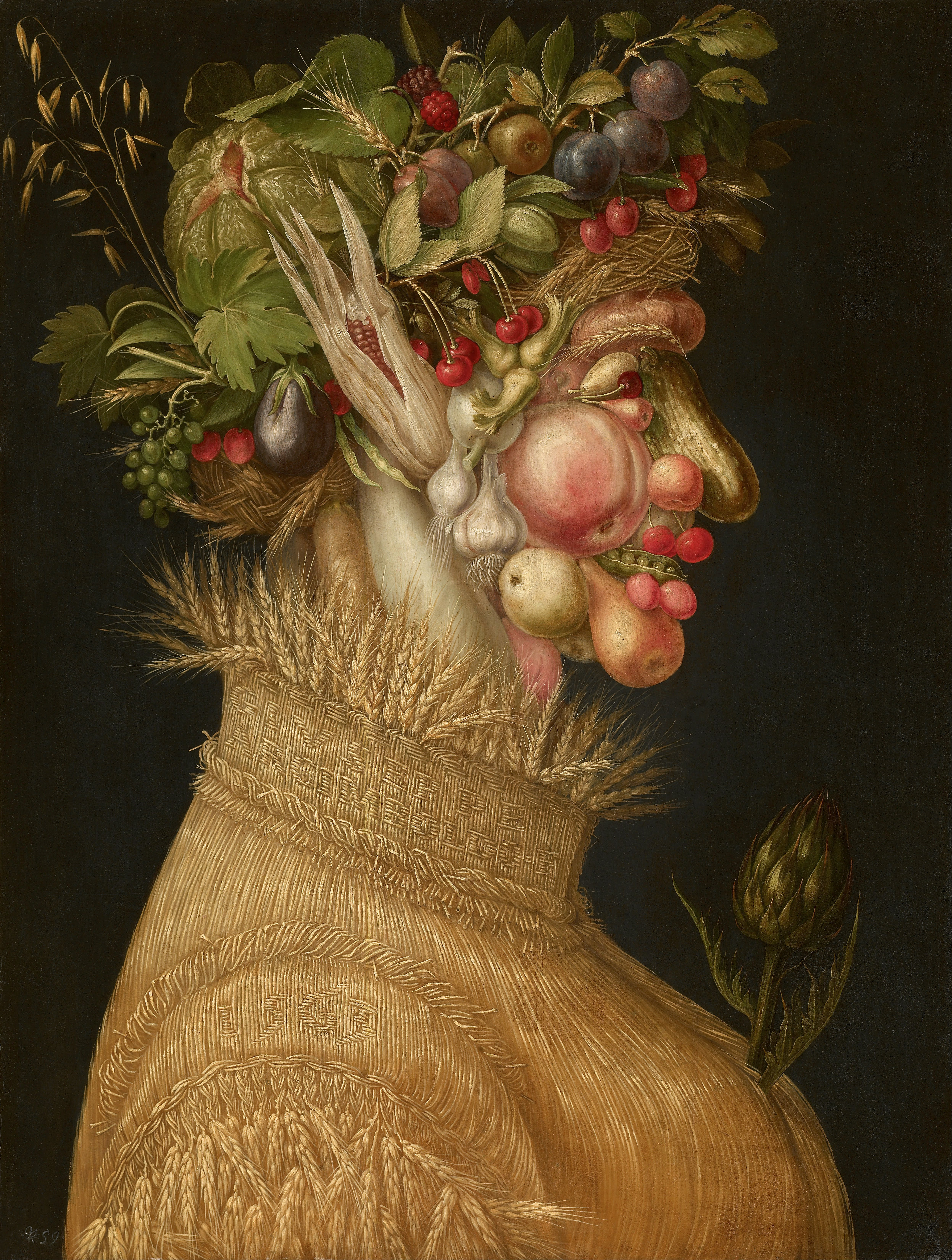
جوزيبي اركيمبولدو ، صيف 1563.

### ليوناردو دا فينشي، العشاء الأخير (1495-1498)
تمثل اللوحة مشهد العشاء الأخير ليسوع مع تلاميذه من إنجيل يوحنا ١٣:٢١، حيث أعلن أن أحدهم سوف يخونه. يُعتقد أنه جرى رسمها بين عامي 1495 و1498. على الرغم من أن اللوحة تركز على خيانة يهوذا، فإن صور الوجبة تتميز بالرمز الكثيف للقصة مع الخبز والنبيذ المدمجين لتمثيل جسد ودم المسيح، الذي ضحى به من أجل البشرية. علاوة على ذلك، يجري عرض أطباق الفاكهة والأسماك، وثعابين السمك أو الرنجة على مفرش المائدة. اقترح الباحثون أنه على الرغم من عدم تقديم ثعابين السمك في الوجبة الأصلية، فإنها رمزية وشائعة خلال عصر النهضة عندما أنتجها ليوناردو دافنشي.

### جوزيبي أركيمبولدو، الفصول الأربعة (1563-1573)
خلال فترة عصر النهضة، رسم الرسام الإيطالي جوزيبي أرشيمبولدو العديد من اللوحات البشرية، إذ كانت ملامح وجه الأفراد تتكون من الفواكه والخضروات والزهور بهدف خلق تسلية فكاهية وفضول رمزي. الفصول الأربعة، مجموعة من أربع لوحات بورتريه أنتجت بين عامي 1563 و1573 لماكسيميليان الثاني، إذ يمثل الإمبراطور الروماني المقدس الفصول المختلفة من طريق ترتيبات الفاكهة والخضروات والنباتات والزهور. تضمنت كل لوحة فواكه وخضروات مناسبة للوقت من العام وذلك الموسم بالذات. جرى تصميمها لتشويه عقل المشاهد والتلاعب به بالوهم، وعمله يشكك في تصورات الناس والمفاهيم الحالية، إذ يجب عليهم بناء صورة تشبه الألغاز بأنفسهم.

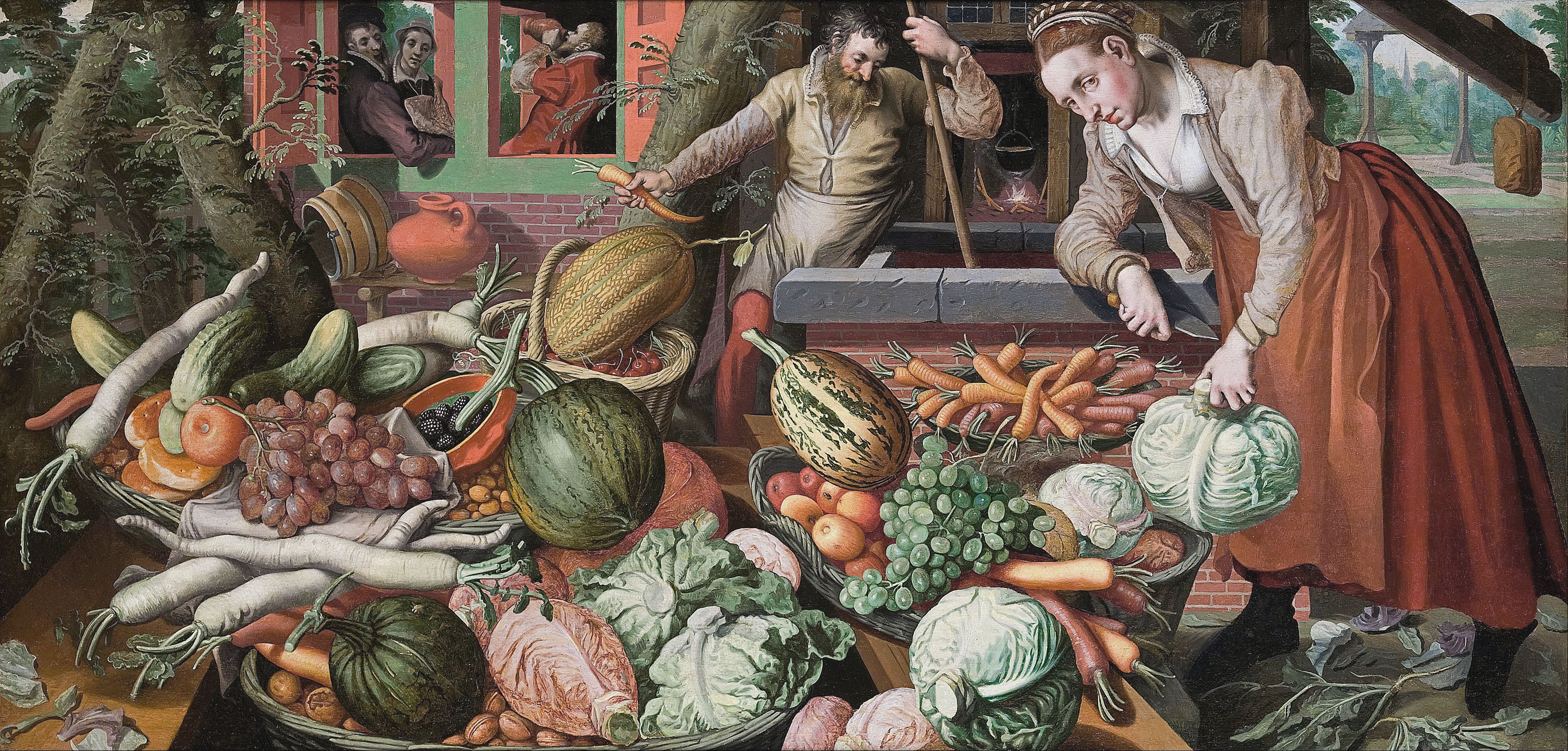
بيتر أرتسين ، مشهد السوق 1569

### بيتر أرتسين،مشاهد السوق (1569)
بينما ركز عمل ليوناردو دافنشي في العشاء الأخير على الدين، وآن فالاير كوستر على الثروة والوفرة، اتخذ فنانون آخرون، مثل بيتر آرتسن، موقفًا أكثر فوضى في تصوير الطعام في أعمالهم الفنية. جرى استخدام الطعام، من نواحٍ عديدة، لتحويل الانتباه إلى الشيء من أجل ترميز الإثارة الجنسية بنحو صريح. مثلًا، في عام 1569، أنشأ أرتسن قطعة من مشهد السوق تصور مثل هذه الموضوعات بعنوان «امرأة السوق» في برلين. تظهر امرأة تنحني إلى الأمام، وهي تحمل ملفوفًا في يدها وسكينًا في الأخرى، بينما تلتقط نظرة المراقب (الذكر).

### آن فالاير كوستر، لا تزال الحياة معجراد البحر(1817)

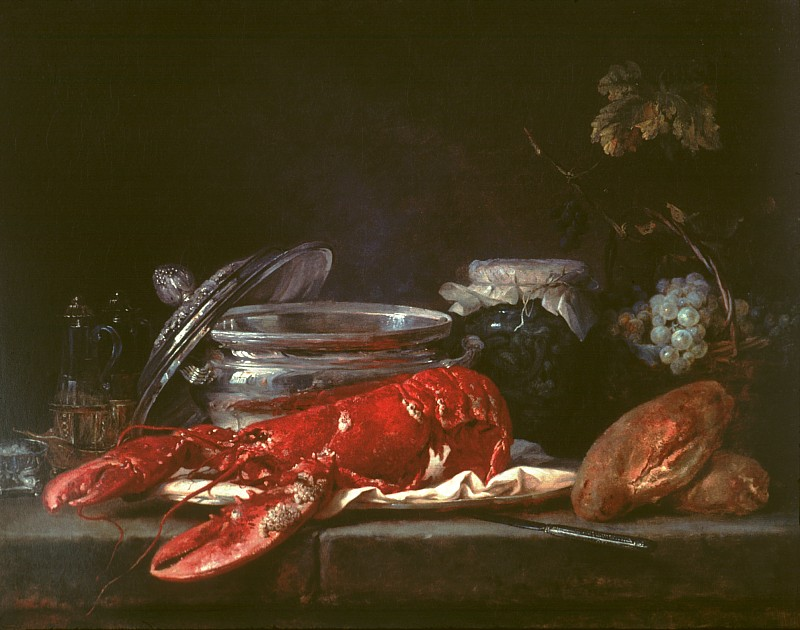
آن فالاير كوستر ، لا تزال الحياة مع جراد البحر (1817).

لعب الطعام أيضًا دورًا تصويريًا قويًا في الحياة الساكنة، والإبداعات الفنية، خصوصًا. وتحكي العناصر الغذائية التي جرى عرضها قصةً من طريق التفكير في الثقافة المجتمعية والدلالة على ثروة الفرد ومكانته، مثل جراد البحر والحمضيات واللحوم المعالجة.